# نهائي كأس تركيا 2006
نهائي كأس تركيا 2006 هي المباراة النهائية من منافسة كأس تركيا 2005–06، أقيمت المباراة في 2006، في ملعب إزمير أتاتورك ‏، بين فريقي نادي بشكتاش، ونادي فنربخشة، وفاز فيها نادي بشكتاش، بعد أن هزم نادي فنربخشة، بنتيجة 3 - 2، وحضر المباراة 50000 شخصاً.

## تفاصيل المباراة
لعبت المباراة النهائية في 2006.
| نادي بشكتاش | 3 -2 | نادي فنربخشة |
| ----------- | ---- | ------------ |
|             |      |              |